# Аксельсберг (станція метро)
59°18′16″ пн. ш. 17°58′29″ сх. д. / 59.304333333333° пн. ш. 17.974722222222° сх. д.
«Аксельсберг» (швед. Axelsberg) — станція Червоної лінії Стокгольмського метрополітену, обслуговується потягами маршруту Т13.
Станцію було відкрито 16 травня 1965 року у складі черги Ернсберг — Сетра.  

Відстань до Слюссена становить 6.4 км.
Пасажирообіг станції в будень — 2,850 осіб (2019)

Розташування: мікрорайон Аксельсберг, Седерорт.  
Конструкція: відкрита наземна станція з однією острівною прямою платформою.

## Операції
| Попередня станція   | Лінія | Лінія     | Лінія | Наступна станція        |
| ------------------- | ----- | --------- | ----- | ----------------------- |
| Ернсберг до Ропстен |       | Лінія T13 |       | Меларгейден до Норсборг |